# براد سميث (متحدث تحفيزي)
براد سميث (بالإنجليزية: Brad Smith)‏ هو متحدث تحفيزي أسترالي، ولد في 1 يوليو 1987 في لاونسستون في أستراليا.